# سهل ابن الحنظلية الأنصاري
سهل ابن الحنظلية الأنصاري صحابي من الأنصار، شهد بيعة الرضوان، وأحد رواة الحديث النبوي، شارك في الفتح الإسلامي للشام.

## سيرته
هو سهل بْن الربيع بْن عمرو بْن عدي بْن زيد الأنصاري الأوسي، من بني حارثة بْن الحارث بْن الخزرج بْن عمرو بْن مالك بْن الأوس الأنصاري الأوسي، والحنظلية أمه، وقيل: أم جده. وكان ممن بايع تحت الشجرة في بيعة الرضوان، وكان فاضلًا، معتزلًا عن الناس، كثير الصلاة والذكر، كان لا يزال يصلي مهما هو بالمسجد، فإذا انصرف لا يزال ذاكرًا من تسبيح وتهليل، حتى يأتي أهله. وسكن دمشق، ومات بها أول خلافة معاوية بن أبي سفيان، ولا عقب له، وكان يقول: «لأن يكون لي سقط في الإسلام أحب إلي مما طلعت عليه الشمس». وله أخ اسمه عقبة له صحبة. وكان عقيمًا لا يلد.
شارك في فتح فلسطين تحت قيادة عمرو بن العاص، وفلما توجهوا إلى إيليا ونزل المسلمون بفلسطين، جمع عمرو المسلمين المهاجرين والأنصار وشاورهم في أمرهم فبينما هم في المشورة إذ أقبل عليهم عدي بن عامر يخبرهم أن باجتماع جيش العدو وأنهم أزيد عن مائة ألف فارس. فجلس عمرو للمشورة، فخاف البعض واقترحوا العودة إلى البيداء، فقال رجل من المهاجرين: «لقد كنا مع رسول الله ﷺ نهزم الجمع الكثير بالجمع القليل، وقد وعدكم الله النصر، وما وعد الصابرين إلا خيرًا.»، فقال سهل بن عمرو: «أما أنا فلا رجعت عن قتال الكفرة، ولا رددت سيفي عنهم، فمن شاء فلينهض ومن شاء فليرجع، ومن نكص على عقبيه، فأنا وراءه بالمرصاد». فقام عمرو بن العاص بعقد الراية وأعطاها عبد الله بن عمر بن الخطاب.